# Federazione di rugby a 15 delle Isole Vergini Britanniche
La Federazione di rugby a 15 delle Isole Vergini Britanniche (in inglese British Virgin Islands Rugby Football Union o BVI Rugby Football Union) è l'organo che governa il rugby a 15 nelle Isole Vergini Britanniche.
Affiliata a World Rugby, è inclusa fra le nazionali di terzo livello senza esperienze di Coppa del mondo.